# مقلب حرامية (فلم)
مقلب حرامية فيلم مصري من إنتاج عام 2009، ومن تأليف وائل عبد الله، وإخراج سميح النقاش.

## ملخص الأحداث
تدور أحداث الفيلم في إطار كوميدي - أكشن ملئ بالإثارة، من خلال مجموعة من الحرامية المتخصصين في السرقات الإلكترونية، يتخصص كل شخص منهم في شيء معين، كفك شفرات أي جهاز إلكتروني أو فتح الخزن، ويتفقون جميعاً على تنفيذ صفقة العمر.

## الشخصيات
| - محمود عبد المغني: سيد استك - شريف سلامة: صلاح سقاطة - أحمد السعدني: زكي كود - ماجد الكدواني: توفيق ألارم - صلاح عبد الله: جابر | - إيمان العاصي: شيرين - عمرو يوسف: علي مللي - محمد حسني:نبيل - مساعد جابر 1 - محمد جمعة:شربينى - مساعد جابر ٢ | إشترك في التمثيل - مصطفى يوسف: عسكري - محمد أبو العطا - نعمات عبد الناصر: والدة توفيق - عبد الباسط محمد - محمد أبو عوف | - محمود بدوي - تامر الحاوي - مؤمن جمال - رمضان إبراهيم - عاشور عبد العظيم | - وفاء قمر: صباح - حسام صلاح - عمرو عبد اللاه - محمود عبد اللاه - محمود الرايق |

أغنية مقلب حرامية
- غناء وألحان: عصام كاريكا
- كلمات: أيمن بهجت قمر
- توزيع:توما

## روابط خارجية
- مقالات تستعمل روابط فنية بلا صلة مع ويكي بيانات